# Jembangan (Poncowarno)
Jembangan is een bestuurslaag in het regentschap Kebumen van de provincie Midden-Java, Indonesië. Jembangan telt 1510 inwoners (volkstelling 2010).